# قطع الواد (المرابطين)
قطع الواد هو دُوَّار يقع بجماعة فركلة السفلى، إقليم الرشيدية، جهة درعة تافيلالت في المملكة المغربية. ينتمي الدوّار لمشيخة المرابطين التي تضم 5 دواوير. يقدر عدد سكانه بـ 2052 نسمة حسب الإحصاء الرسمي للسكان والسكنى لسنة 2004.

## روابط خارجية
- البوابة الوطنية للجماعات الترابية نسخة محفوظة 12 مارس 2018 على موقع واي باك مشين.
- المندوبية السامية للتخطيط